# Toxorhina capnitis
Toxorhina capnitis är en tvåvingeart som beskrevs av Alexander 1956. Toxorhina capnitis ingår i släktet Toxorhina och familjen småharkrankar.
Artens utbredningsområde är Thailand. Inga underarter finns listade i Catalogue of Life.